# Showbiz & A.G.
Showbiz & A.G. es un dúo de hip hop del Bronx, Nueva York. Showbiz es conocido por sus capacidad de producción, mientras que A.G. es un renombrado letrista. Ambos debutaron en el álbum Funky Technician de Lord Finesse (1990), en dos canciones cada uno. A.G. rapeó en las canciones Back To Back Rhyming y Keep It Flowing, mientras que Showbiz produjo los temas Back To Back Rhyming y Just A Little Something. El dúo es también miembro de Diggin' in the Crates Crew (D.I.T.C.), junto con Lord Finesse, Diamond D, Fat Joe, O.C., Big L y Buckwild.

## Historia
El dúo primero grabó un EP llamado Soul Clap, lanzado en 1992, también conocido como Showbiz & A.G.. Ese mismo año debutaron con el álbum Runaway Slave. Una versión corta de la canción Soul Clap fue incluida en el álbum, así como grabaciones antiguas, entre las que se incluyen Fat Pockets y Party Groove. El tema Represent es la primera aparición de Big L en el mundo del rap. Otras colaboraciones son Dres de Black Sheep, Diamond D, Lord Finesse y Deshawn.
En 1994, Showbiz & A.G. aparecieron en el segundo álbum de Black Sheep, Non-Fiction, en la canción E.F.F.E.C.T.. Showbiz pronto acortaría su nombre a simplemente Show, por lo que el grupo se renombraba como Show & A.G.. Su álbum de 1995, Goodfellas, destaca por un sonido más oscuro que el de su primer trabajo. Los artistas invitados en este disco fueron Party Arty, D-Flow, Lord Finesse, DJ Premier, Roc Raida, Dres, Method Man y Diamond D. El tema más exitoso del álbum fue Next Level [Nyte Time Mix], producido por DJ Premier, siendo la instrumental utilizada más adelante para una batalla de la película 8 Millas. A pesar de ser elogiados por la crítica, el dúo nunca tenía éxito comercial.
Ambos aparecieron en varios proyectos de D.I.T.C. en los próximos años. Lanzaron un EP, Full Scale, en 1998, en el que se incluía la canción Drop It Heavy, con Big Pun y KRS-One. Este tema fue más tarde incluido en el álbum de D.I.T.C. titulado igual que ellos, y en el álbum en solitario de AG. En 1999, A.G. lanzó su debut en solitario, The Dirty Version, con producciones de Show, Lord Finesse, Buckwild, Diamond D y DJ Premier, y colaboraciones de MCs como Ghetto Dwellas (Party Arty y D-Flow), Fat Joe, Diamond D, O.C., Guru, KRS-One y Big Pun.
En 2000, Show & A.G. se unió con D.I.T.C. para lanzar un nuevo álbum en grupo. Show produjo las canciones Get Yours, Way Of Life, Foundation, Drop It Heavy y Weekend Nights, y A.G. apareció en Thick, Day One, Foundation, Drop It Heavy, Stand Strong, Weekend Nights y Tribute, un tema que rendía tributo al recién fallecido Big L, asesinado el 15 de febrero de 1999. 
Show no ha lanzado ningún álbum en solitario, pero ha producido a raperos del renombre de Big L, Big Pun, Das EFX, Diamond D, Fat Joe, Freddie Foxxx, KRS-One, Lord Finesse, M.O.P., O.C., Organized Konfusion, Sadat X y The Pharcyde.
Para 2006, A.G. lanzará su nuevo álbum en solitario, titulado Get Dirty Radio, bajo Look Records. También se habla de otro álbum de D.I.T.C., aunque no hay nada oficial.

## Discografía

### Showbiz & A.G.
- Soul Clap (1991) Showbiz Records (EP)
- Runaway Slave (1992) Payday/ffrr (CD/LP)

### Show & A.G.
- Goodfellas (1995) Payday/ffrr (CD/LP)
- Full Scale (1998) D.I.T.C. Records (EP)

### Otros
- A.G. - The Dirty Version (1999) Silva Dom Records (CD/LP)
- D.I.T.C. - D.I.T.C. (2000) Tommy Boy Records (CD/LP)
- D.I.T.C. - The Official Version (2000) D.I.T.C. Records (LP)
- D.I.T.C. - Rare and Unreleased (2002) (LP)